# Slobodan Stijaković
Slobodan Stijaković (* 16. September 1995) ist ein bosnisch-herzegowinischer Badmintonspieler. 

## Karriere
Slobodan Stijaković gewann 2009 bei den bosnisch-herzegowinischen Meisterschaften der Junioren die Titel im Herreneinzel und im Herrendoppel. Im gleichen Jahr war er auch erstmals bei den Erwachsenen erfolgreich, wobei er den Titel im Mixed mit Milana Kozomara gewinnen konnte.